# 3 Ceti
3 Ceti, som är stjärnans Flamsteed-beteckning, är en ensam stjärna belägen i den västra delen av stjärnbilden Valfisken. Den har en skenbar magnitud på 4,95 och är  synlig för blotta ögat där ljusföroreningar ej förekommer. Baserat på parallaxmätning inom Hipparcosuppdraget på ca 1,6 mas, beräknas den befinna sig på ett avstånd på ca 2 100 ljusår (ca 600 parsek) från solen. Den rör sig närmare solen med en heliocentrisk radialhastighet på ca -42 km/s och har en egenrörelse på 60,7+3,8
−6,2 km/s vilket gör den till en trolig flyktstjärna.

## Egenskaper
3 Ceti är en orange till röd superjättestjärna av spektralklass K3 Ib, även om Houk och Swift (1999) klassade den som en vanlig jättestjärna av spektralklass K3 III. Den har en massa som är ca 9 solmassor, en radie som är ca 140 solradier och utsänder från dess fotosfär ca 10 200 gånger mera energi än solen vid en effektiv temperatur av ca 4 200 K.
3 Ceti visar en mikrovariabilitet och genomgår förändringar i magnitud med en frekvens av 11,2 gånger per dygn och en amplitud på 0,0053 i magnitud.